# Neidhart von Reuenthal
Neidhart von Reuental, nemški minnesinger, * Bavarska, † Avstrija.
Bil je eden najslavnejših nemških viteških pesnikov (Minnesänger), najbolj aktiven pa je bil med letoma 1210 in 1240. Znan je po sarkastičnosti in komičnosti v svojih pesmih.
Ime Neidhart je sporno. Njegovo ime (v visoki nemščini Nîthart uon Riuwental) je verjetno psevdonim, saj v prostem prevodu pomeni »Nesrečno-srčni iz Žalne doline«. Nekateri raziskovalci so mnenja, da je ime izpeljanka tudi iz negativnega pomena hudič (»Neidling«) in bi se lahko nanašalo na nekatere vsebine v pesmih. V 15. stoletju se pojavi poimenovanje Neidhart von Reuental. Iz pesnitev lahko sklepamo, da je deloval v prostoru Salzburg-Berchtesgaden-Hallein-Reichenhall in imel tesnejše stike s salzburškim nadškofom ter bavarskim vojvodo. Ustvarjal naj bi med letoma 1210-1240.

## Zapuščina
Neidhart je bil eden pomembnejših nemških avtorjev Srednjega veka. Skupno je ohranjenih okoli 150 pesmi, od tega naj bi jih bilo pristnih samo 66. Ostale naj bi spisali anonimni avtorjevi.
Njegove pesmi se pogosto močno razlikujejo od običajne ljubezenske viteške tematike (nem. Minne Motiv), romantične ljubezni.
Posebnost njegovega pesniškega ustvarjanja je v tem, da prenese kuliso dvorskega ljubezenskega pesništva v neko povsem neprimerno okolje. Pesmi se tako odvijajo v kmečkem okolju. Ljubimec nastopi kot vitez, njegove ženske so kmečka dekleta, njegovi konkurentje pa kmečki fantje, prizorišče je vas. 
Tovrstno mešanje okolja ter ljudi je v tem času, v nemškem prostoru novo. Po vsej verjetnosti je šlo za pesmi plesne narave, ki so se izvajale prevdsem v času dvorskih zabav.
Številni prepisi njegovih del in posnemanja njegovih del v tako imenovanem Neidhart-stilu („Pseudo-Neidharte“), nakazujejo na njegovo veliko priljubljenost in široko razširjenost njegovih del, v takratnem času.

Njegova najbolj znana pesem je Majski čas (Meienzît), v kateri Neidhart začne z opisovanjem mirnega pomladanskega okolja, hitro pa preide na žalitve svojih sovražnikov.

## Posebnost njegovih pesnitev
Avtor je ustvaril 2 različna tipa pesmi: »zimske« ter »poletne« pesmi. Poletne pesmi opevajo predvsem viteza, kot objekt hrepenenja kmečkih deklet (v plesu na prostem si želijo osvojiti njegovo naklonjenost). Poleg tega vsebujejo pesmi mnogo prepiranj med hčerjo in materjo. Zimski čas je čas plesa v kmečkih izbah. Tukaj je vitez v vlogi po večini neuspešnega snubca. Ne manjka tudi kmečkih prepirov in pretepov. Omenjena tipa pesmi pa se razlikujeta tudi po obliki. Medtem ko imajo zimske pesnitve obliko rime AAB, imajo letne pesmi kratko obliko AB.

## Vir
- Horst Brunner. Geschichte der deutschen Literatur des Mittelalters im Überblick. Stuttgart. Reclam, 1997.